# روژه دو پیل
روژه دو پیل (فرانسوی: Roger de Piles‎; ۷ اکتبر ۱۶۳۵ – ۵ آوریل ۱۷۰۹) نقاش، حکاک، منتقد هنری و دیپلمات اهل فرانسه بود.
وی معلم خصوصی میشل املو دو گورنه سفیر و دیپلمات فرانسوی بود و به‌همراه وی به‌عنوان منشی در مأموریت‌های مختلف در ونیز، پرتغال و اسپانیا بود.

## نگارخانه

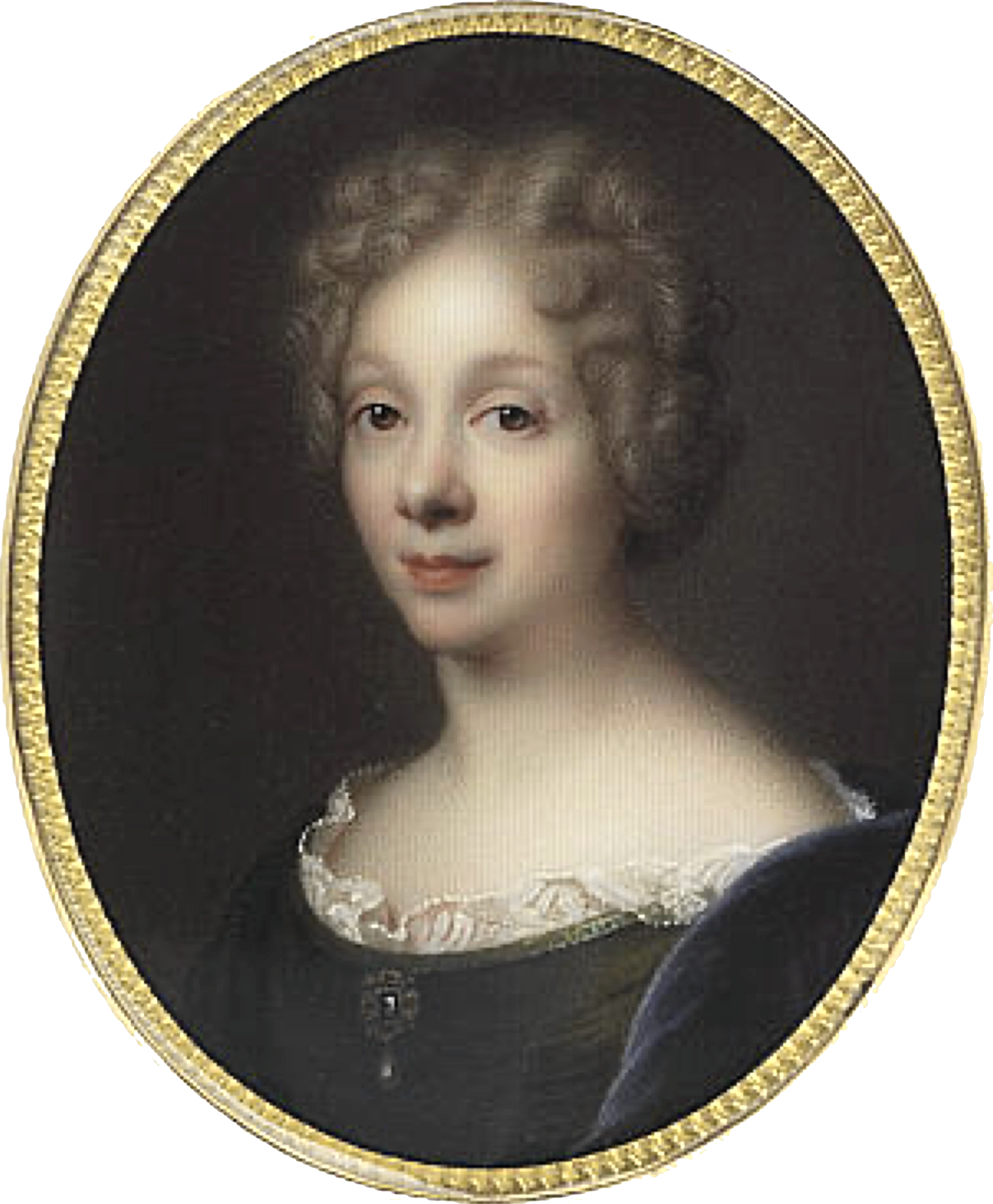
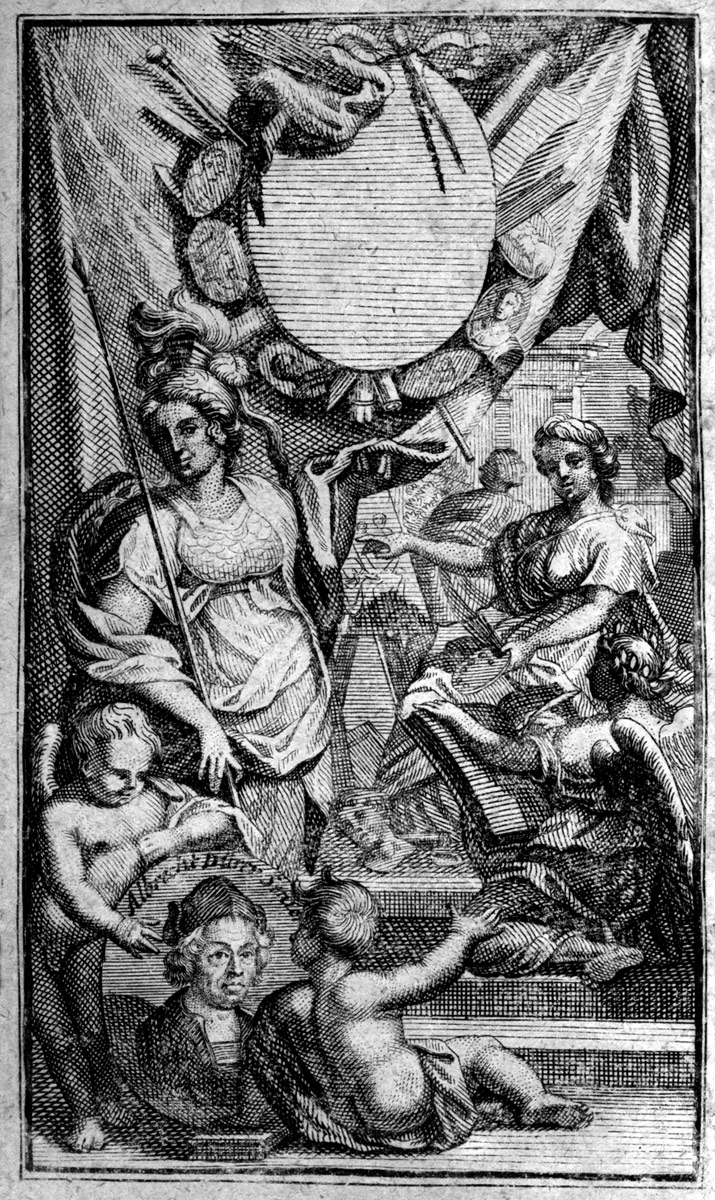
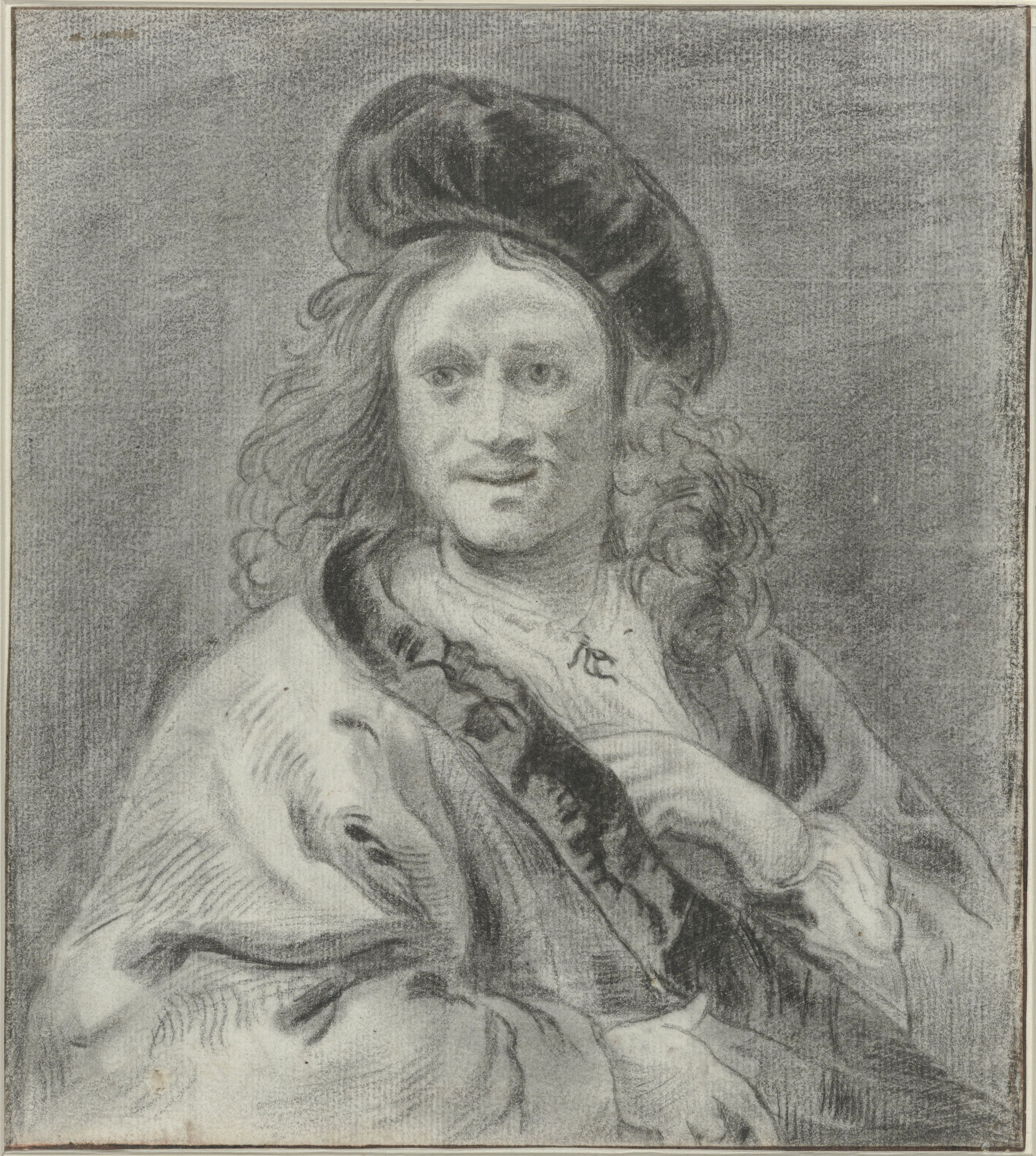